# Mall Marina
El Mall Marina (anteriormente, Mall Marina Arauco) es un centro comercial ubicado entre la calle 14 Norte y la avenida Benidorm (antigua 15 Norte) en la ciudad de Viña del Mar, Región de Valparaíso, Chile. Este centro, inaugurada su primera etapa el 8 de diciembre de 1999, se ha convertido en el principal del Gran Valparaíso, es el más grande fuera de la capital del país contando con 153.246 m². Pertenece a la Inmobiliaria Mall Viña del Mar S.A. -Grupo Marina, en sus inicios una asociación estratégica entre Ripley, Parque Arauco y París- y constituye el principal edificio del llamado polo comercial 15 Norte.  El Grupo Marina también administra el Mall Curicó, Mall del Centro Concepción y Mall Barrio Independencia de Santiago.
El mall se compone de dos tiendas por departamento o tiendas ancla (Ripley y París), un supermercado Santa Isabel, otras tiendas menores de relevancia, como Armani Exchange, Victoria's Secret, Mango, Miniso, Aldo, Lounge, entre otras 100 tiendas menores. En el cuarto piso están las salas de Cinemark (seis con proyección de películas 2D y una para 3D) además de un gimnasio Energy, un sector con tiendas menores dedicado principalmente al hogar y Casaideas. 
Tiene dos pasarelas, una que la conecta al bulevar del mismo nombre y otra al mall Espacio Urbano 15 Norte.

## Historia

### Bulevar
Después de que entre las calles 13 y 14 Norte se construyera a mediados de los años 2000, un sector de estacionamientos subterráneos para 1.000 vehículos, divididos en 3 pisos, se decidió crear una extensión al centro comercial Marina Arauco; fue así como surgió en 2010 un bulevar pequeño al aire libre con 3 pisos —2 de tiendas comerciales y uno de restaurantes— y una torre para el centro médico de Integramédica. Algunas de sus tiendas son Levi's, Starbucks, Johnny Rockets, Gap, The North Face, Chuck E. Cheese's. En 2013, se tendió la pasarela que comunica el centro comercial con el bulevar a través del tercer piso de ambos.

### Oriente
En la nueva etapa del centro comercial inaugurada en octubre de 2018, se puede encontrar una cincuentena de otras tiendas, entre ellas H&M y su marca H&M Home, Zara y Zara Home, Starbucks, Jack&Jones, Bath & Body Works, Lego Store, Pandora entre otros, en el subterráneo de esta etapa se encuentra un supermercado Jumbo.

## Pasarelas

### Pasarela 15 Norte
Esta pasarela, inaugurada en marzo de 2001, comunica a Marina Arauco a través de su segundo piso con el mall Espacio Urbano. Bajo ella, está la avenida Benidorm. En marzo del 2016, tras un proyecto de la Municipalidad, se cerraron las escaleras de la pasarela con el fin de erradicar el comercio ambulante que se instalaba en ella y se puso un punto fijo de Carabineros de Chile para disuadir a este y evitar la delincuencia. Sin embargo, el problema del comercio ambulante continuaba en enero de 2017, por lo que hubo que exigir medidas suplementarias.

### Pasarela Boulevar Marina
Inaugurada en 2013, esta pasarela comunica al Mall Marina con el bulevar del mismo nombre, fue construida por Desco. En la noche se aprecia una proyección de colores a base de luces led en la pasarela, tanto en el interior como en el exterior.también el 2019 se construyó otra pasarela que conecta bulevar con oriente